# Гардая
Гардая (араб. غرداية, фр. Ghardaïa) — місто у центрі Алжиру. Адміністративний центр однойменного вілаєту.

## Клімат
Місто знаходиться у зоні, котра характеризується кліматом тропічних пустель. Найтепліший місяць — липень із середньою температурою 33.4 °C (92.2 °F). Найхолодніший місяць — січень, із середньою температурою 10.9 °С (51.6 °F).
| Клімат Гардаї           | Клімат Гардаї | Клімат Гардаї | Клімат Гардаї | Клімат Гардаї | Клімат Гардаї | Клімат Гардаї | Клімат Гардаї | Клімат Гардаї | Клімат Гардаї | Клімат Гардаї | Клімат Гардаї | Клімат Гардаї | Клімат Гардаї |
| Показник                | Січ.          | Лют.          | Бер.          | Квіт.         | Трав.         | Черв.         | Лип.          | Серп.         | Вер.          | Жовт.         | Лист.         | Груд.         | Рік           |
| Середній максимум, °C   | 16,3          | 19            | 22,3          | 26,5          | 31,5          | 37,2          | 40,4          | 39,8          | 34,5          | 28,2          | 21,3          | 17,3          | 27,9          |
| Середня температура, °C | 10,9          | 13,2          | 16,2          | 20,1          | 24,9          | 30,4          | 33,5          | 33,1          | 28,3          | 22,4          | 15,9          | 12            | 21,7          |
| Середній мінімум, °C    | 5,5           | 7,4           | 10,2          | 13,6          | 18,4          | 23,6          | 26,5          | 26,4          | 22,1          | 16,6          | 10,5          | 6,7           | 15,6          |
| Норма опадів, мм        | 8.2           | 4.8           | 8.7           | 6.8           | 4             | 2.5           | 0.7           | 3.1           | 11.4          | 7.3           | 12.1          | 5.4           | 75            |
| Днів з опадами          | 2,6           | 1,7           | 2,5           | 1,7           | 1,8           | 1,4           | 0,8           | 1,1           | 2,8           | 2,4           | 2,8           | 2             | 23,6          |
| Вологість повітря, %    | 60            | 50            | 45            | 40            | 35            | 30            | 25            | 25            | 40            | 45            | 55            | 60            | 42.5          |
| ----------------------- | ------------- | ------------- | ------------- | ------------- | ------------- | ------------- | ------------- | ------------- | ------------- | ------------- | ------------- | ------------- | ------------- |
| Джерело: Weatherbase    |               |               |               |               |               |               |               |               |               |               |               |               |               |